# NGC 2489
NGC 2489 (również OCL 690 lub ESO 430-SC3) – gromada otwarta znajdująca się w gwiazdozbiorze Rufy. Odkrył ją William Herschel 30 grudnia 1785 roku. Jest położona w odległości ok. 12,9 tys. lat świetlnych od Słońca.